# Jezero Posavsko
Jezero Posavsko je maleno selo koje se prostire uz desnu obalu rijeke Save, u Sisačko-moslavačkoj županiji. Nalazi se u sastavu općine Martinska Ves. Selo ima svega 104 stanovnika (2001.) i iz dana u dan se susreće s procesima deruralizacije, depopulacije te je prirodno kretanje stanovništva negativnog predznaka što dovodi do izumiranja sela. Najbitniji je primarni sektor i to poljoprivreda, iako ljudi rade i u ostalim sektorima. Bitan je uzgoj konja te u selu djeluje i DVD (dobrovoljno vatrogasno društvo) već 50 godina. DVD ima 19 članova. U selu se nalazi društveni dom.

## Stanovništvo
| broj stanovnika | 295   | 325   | 346   | 391   | 421   | 431   | 392   | 352   | 282   | 278   | 236   | 203   | 165   | 112   | 104   | 70    | 56    |
|                 | 1857. | 1869. | 1880. | 1890. | 1900. | 1910. | 1921. | 1931. | 1948. | 1953. | 1961. | 1971. | 1981. | 1991. | 2001. | 2011. | 2021. |